# Inulin
Inulin er et kulhydrat, der findes som en bestanddel i ca. 36.000 planter på Jorden. Det oplagres i rødderne i mange af vores almindelige næringsmidler, f.eks. i jordskokker, løg (2-4%), hvidløg (9-16%), porre (3-10%), asparges (10-15%), samt i cikorie (13-20%)
Inulin er opbygget af fruktose i en lang kæde og er et polysakkarid. Inulin-molekyler fra planter kan bestå af fra 20 til tusinde fruktose-enheder bundet sammen med beta-2,1-bindinger, typisk omkring 60 fruktoseenheder, der næsten altid slutter med en enkelt glucose-enhed. Denne særlige kemiske struktur kaldes poly-fruktose og mindre molekyler med denne opbygning kaldes frukto-oligosakkarider (FOS). Hverken inulin eller frukto-oligosakkarider nedbrydes af den menneskelige organismes fordøjelsesenzymer, men kan nedbrydes af den mikrobiologiske flora i colon. Inulin og FOS betegnes derfor som et et præbiotisk stof (engelsk: prebiotic) og anses for at være sundhedsfremmende komponenter i kosten.
Den belgiske forsker Marcel Roberfroid, der har indført begrebet præbiotisk, anser de præbiotiske stoffer for kun at omfatte inulin og FOS, mens andre forskere også henregner andre polysakkarider til præbiotika:
- galakto-oligosaccharider (GOS)
- lactulose
- mannan-oligosaccharider (MOS), der dog også benævnes som immunosaccharider
- bio-syntetiske kostfibre[3]

## Eksterne links
- FOS-inulin og kræft i tyktarmen, Helsenyt, 2004 Arkiveret 2. juli 2011 hos  Wayback Machine
- Inulin. Biosite
- Inulin. Carbohydrates – Chemical Structure, Scientific Psychic (på engelsk)
- Salmonsens Konversationsleksikon, 2. udgave, bind XII, s. 467; opslag: Inulin